# Blånande lökspindling
Blånande lökspindling (Cortinarius purpurascens) är en svampart som beskrevs av Fr. 1838. Blånande lökspindling ingår i släktet Cortinarius och familjen spindlingar. Arten är reproducerande i Sverige. Inga underarter finns listade i Catalogue of Life.

## Källor

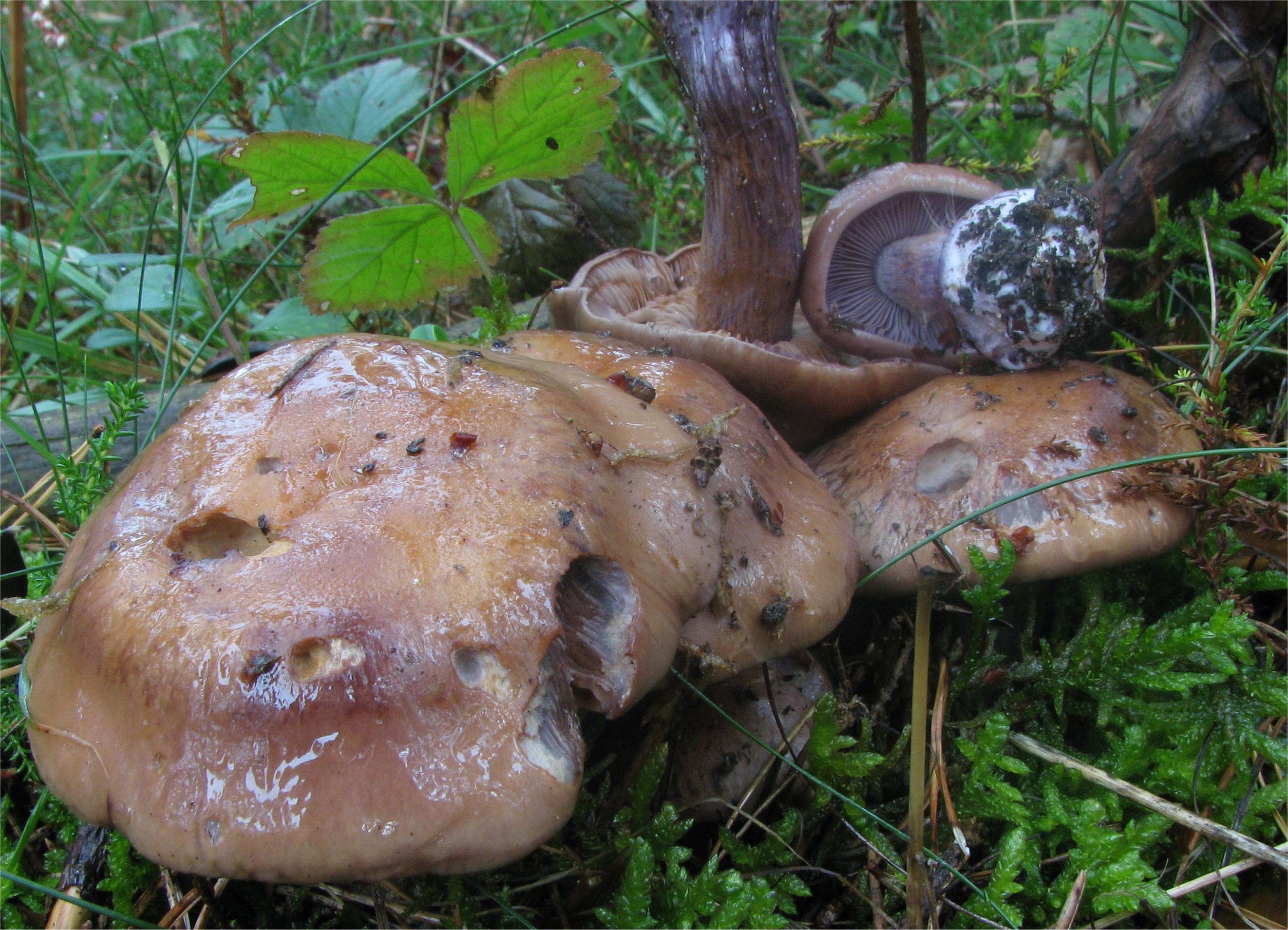